# Ҡ (кирилиця)
Ҡ, ҡ — кирилична літера, утворена від К. Позначає глухий язичковий проривний звук /q/. Займає 15-ту позицію у башкирській абетці. Відповідає казахській Ққ.

## Див. Також
- Башкирська мова